# Norbert Hofer
Norbert Hofer (ur. 2 marca 1971 w Vorau) – austriacki polityk, działacz partyjny i samorządowiec, działacz Wolnościowej Partii Austrii (FPÖ) i od 2019 do 2021 lider tego ugrupowania, parlamentarzysta krajowy, kandydat w wyborach prezydenckich w 2016, w latach 2017–2019 minister transportu, innowacji i technologii.

## Życiorys
W 1990 ukończył szkołę średnią techniczną HTBLA Eisenstadt. Do 1994 pracował w liniach lotniczych Lauda Air. Zaangażował się w działalność polityczną w ramach Wolnościowej Partii Austrii w Burgenlandzie, stając się etatowym działaczem tego ugrupowania. Pracował m.in. przy kampaniach wyborczych i jako wykładowca na kursach prowadzonych przez swoje ugrupowanie. W latach 1996–2007 pełnił funkcję sekretarza FPÖ w Burgenlandzie, od 2000 do 2006 był równocześnie dyrektorem klubu poselskiego w landtagu. Kierował strukturami partii w mieście Eisenstadt i powiecie Eisenstadt-Umgebung. W latach 1997–2007 był radnym miasta Eisenstadt. W 2005 powołany na wiceprzewodniczącego Wolnościowej Partii Austrii na szczeblu krajowym, a w 2006 również na szczeblu regionalnym.
W 2006 po raz pierwszy uzyskał mandat posła do Rady Narodowej (XXIII kadencji). Z powodzeniem ubiegał się o reelekcję w 2008, 2013, 2017, 2019 oraz 2024 na XXIV, XXV, XXVI, XXVII i XXVIII kadencję.
W 2013 objął stanowisko jednego z wiceprzewodniczących (trzeciego przewodniczącego) niższej izby austriackiego parlamentu, utrzymał tę funkcję również po wyborach w 2017. 28 stycznia 2016 został przedstawiony jako kandydat FPÖ w wyborach prezydenckich. W pierwszej turze głosowania z 24 kwietnia 2016 zajął pierwsze miejsce z wynikiem 35,1% głosów, przechodząc do drugiej tury wyborów. W drugiej turze przegrał w rywalizacji z Alexandrem Van der Bellenem różnicą około 31 tys. głosów, otrzymując poparcie na poziomie 49,7%. Wyniki tej tury zostały jednak unieważnione decyzją Trybunału Konstytucyjnego z 1 lipca 2016.
8 lipca 2016, w związku z końcem kadencji Heinza Fischera i unieważnieniem wyników drugiej tury wyborów jego następcy, z urzędu został tymczasowo jednym z pełniących obowiązki prezydenta Austrii (wraz z przewodniczącą Rady Narodowej Doris Bures i jej pierwszym zastępcą Karlheinzem Kopfem) (pełnił tę funkcję do stycznia 2017). W powtórce drugiej tury głosowania z 4 grudnia 2016 zdobył 46,2% głosów, tym samym przegrywając wybory ze swoim kontrkandydatem.
18 grudnia 2017 objął stanowisko ministra transportu, innowacji i technologii w rządzie Sebastiana Kurza. 19 maja 2019 został nominowany do objęcia funkcji nowego przewodniczącego Wolnościowej Partii Austrii; dzień wcześniej dotąd kierujący partią Heinz-Christian Strache ustąpił w atmosferze skandalu, co doprowadziło do rozpadu koalicji rządowej. 22 maja 2019 Norbert Hofer zakończył w związku z tym sprawowanie urzędu ministra. We wrześniu tegoż roku formalnie stanął na czele swojego ugrupowania. W październiku wybrany ponownie na trzeciego przewodniczącego Rady Narodowej (zajmował to stanowisko do końca XXVII kadencji w październiku 2024). W czerwcu 2021 zrezygnował z funkcji przewodniczącego partii.
W 2025 był głównym kandydatem swojej partii w wyborach krajowych w Burgenlandzie; uzyskał wówczas mandat posła do landtagu.

## Życie prywatne
Urodził się w rodzinie katolickiej, później przeszedł na protestantyzm. Dwukrotnie żonaty, ma czwórkę dzieci. Deklaruje znajomość języka angielskiego.
W sierpniu 2003 miał poważny wypadek podczas uprawiania paralotniarstwa. Groził mu paraliż, po półrocznej rehabilitacji odzyskał sprawność, poruszając się jednak od tego czasu o lasce.

## Odznaczenia
- Wielka Srebrna Odznaka Honorowa na Wstędze Odznaki Honorowej za Zasługi dla Republiki Austrii (2022)[22]
- St. Georgs-Orden (Dom Habsbursko-Lotaryński, 2023)[23]